# Essex (Automarke)

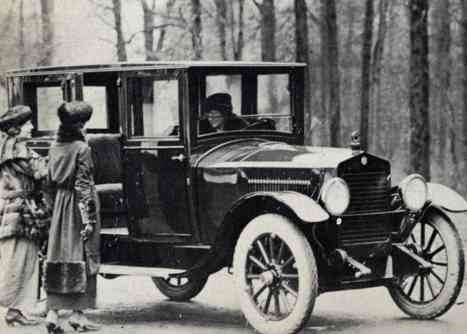
Der 1919 eingeführte Essex erfreute sich großer Beliebtheit. 1932 wurde die Marke durch Terraplane ersetzt.

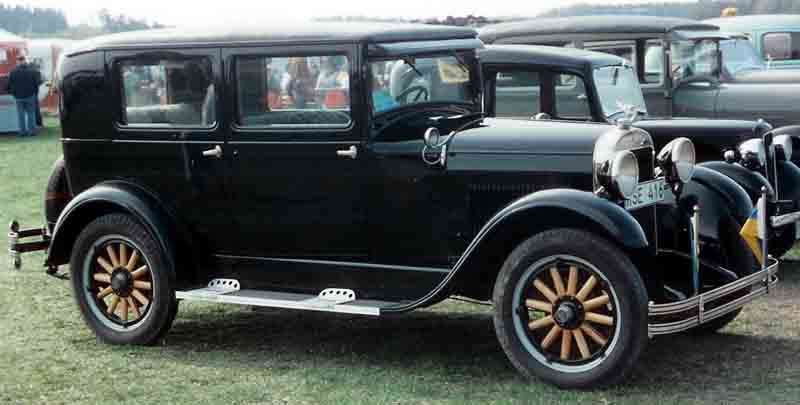
Essex Super Six Limousine (1928)

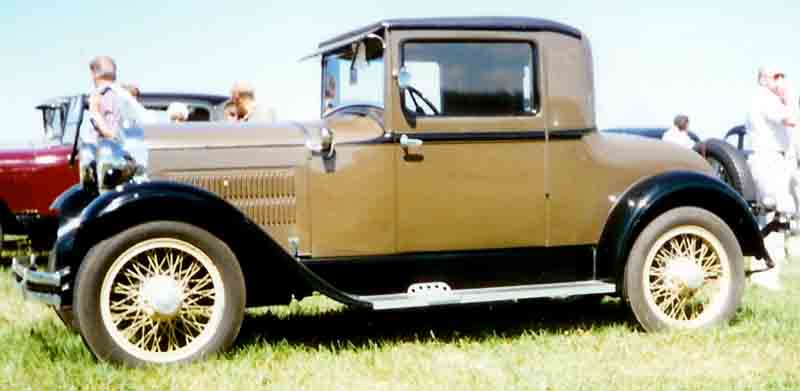
Essex Super Six Coupé (1929)

Essex war der Markenname von Automobilen, die von 1919 bis 1922 von der Essex Motor Company und bis 1932 von der Hudson Motor Car Co. in Detroit hergestellt wurden. Seinerzeit wurde der Essex als kleiner Wagen für einen erschwinglichen Preis angesehen. Der Essex leitete die serienmäßige Einführung geschlossener Limousinen, anstatt der bis dahin üblichen offenen Tourenwagen, ein.

## Beschreibung
Ursprünglich war der Essex ein Produkt der Essex Motor Company, die allerdings zu 100 % dem Automobilhersteller Hudson gehörte. Die Essex Motor Company mietete die Studebaker-Fabrik in Detroit zur Herstellung ihrer Autos an. 1922 löste man diese Firma auf und machte den Essex offiziell zu dem, was er eigentlich immer schon war: Ein Produkt von Hudson.
Die Autos der Marke Essex waren als eher niedrigpreisige Fahrzeuge entworfen, die für eine durchschnittliche Familie erschwinglich waren. Sie waren sehr zuverlässig; ihre Fähigkeiten wurde von AAA (American Automobil Association) getestet und für gut befunden, ebenso wie den Postbetrieben der Vereinigten Staaten.
Zuerst bot Essex eine Reihe von Tourenwagen – die damals üblichste Bauform für einen Pkw – an. 1920 kam eine geschlossene Limousine dazu und 1922 wurde ein geschlossener Transportwagen eingeführt, der 1495 US-Dollar – nur 300 Dollar mehr als der Tourenwagen – kostete. Schon 1925 lag der Preis des Transportwagens unter dem des Tourenwagens. Während man Henry Ford die Erfindung des erschwinglichen Pkw zuschreibt, hat Essex den geschlossenen Wagen erschwinglich gemacht.
Die Verkaufszahlen von Essex konnten sich in den 1920er-Jahren und noch bis 1931 sehen lassen und fielen erst dann ab. 1932 präsentierte man einen neu gestalteten Essex unter der Bezeichnung Essex-Terraplane (ein Wortspiel mit "Flugzeug" (engl. "aeroplane")). 1933 ließ man den Namen Essex fallen und der Wagen hieß nur noch Terraplane.

## Modellübersicht
Bis 1923 hatten die Fahrzeuge einen Vierzylindermotor, der mit 55 PS angegeben war. Darauf folgte ein Sechszylindermotor, für den zunächst keine Leistung angegeben war. Für 1929 sind 55 PS genannt, dann 58 PS, 60 PS und 70 PS im letzten Modelljahr 1932.
1919 wurde das Vierzylindermodell Series A genannt. 1920 gab es Series 5 A, Series 6 A und Series 7 A. Die Sechszylindermodelle erhielten 1927 und 1928 die Bezeichnung Super Six, 1929 The Challenger, 1930 Challenger und 1931 wieder Super Six. 1932 gab es mit Series E und Series EC zwei Ausführungen.
| Jahr | Modell                             | Zylinder | Leistung (PS) | Radstand (cm) | Aufbau |
| ---- | ---------------------------------- | -------- | ------------- | ------------- | --- |
| 1919 | Series A                           | 4        | 55            | 276           | Tourenwagen 5-sitzig, Limousine 5-sitzig, Roadster 2-sitzig                                                                      |
| 1920 | Series 5 A, Series 6 A, Series 7 A | 4        | 55            | 276           | Roadster 2-sitzig, Tourenwagen 5-sitzig, Limousine 5-sitzig, Cabriolet 2-sitzig                                                  |
| 1921 |                                    | 4        | 55            | 276           | Roadster 2-sitzig, Tourenwagen 5-sitzig, Limousine 5-sitzig, Cabriolet 2-sitzig                                                  |
| 1922 |                                    | 4        | 55            | 276           | Tourenwagen 5-sitzig, Limousine 5-sitzig, Cabriolet 2-sitzig                                                                     |
| 1923 |                                    | 4        | 55            | 276           | Tourenwagen 5-sitzig, Cabriolet 2-sitzig, Limousine                                                                              |
| 1924 |                                    | 6        |               | 281           | Tourenwagen 5-sitzig, Limousine                                                                                                  |
| 1925 |                                    | 6        |               | 281           | Tourenwagen 4-sitzig, Limousine                                                                                                  |
| 1926 |                                    | 6        |               | 281           | Tourenwagen, Limousine 5-sitzig                                                                                                  |
| 1927 | Super Six                          | 6        |               | 281           | Speedster 2-sitzig und 4-sitzig, Coupé 2-sitzig, Coach 4-sitzig, Limousine 5-sitzig, Tourenwagen                                 |
| 1928 | Super Six                          | 6        |               | 281           | Roadster 3-sitzig, Tourenwagen 5-sitzig, Coupé 2-sitzig, Limousine 5-sitzig                                                      |
| 1929 | The Challenger                     | 6        | 55            | 281           | Speedster 4-sitzig, Phaeton 5-sitzig, Roadster 4-sitzig, Coupé 2-sitzig, Cabriolet 4-sitzig, Limousine 5-sitzig                  |
| 1930 | Challenger                         | 6        | 58            | 287           | Roadster 4-sitzig, Coupé 2-sitzig und 4-sitzig, Coach 5-sitzig, Limousine 5-sitzig, Touren-Limousine 5-sitzig, Brougham 5-sitzig |
| 1931 | Super Six                          | 6        | 60            | 287           | Roadster 2-sitzig, Coupé 2-sitzig und 4-sitzig, Limousine 5-sitzig und 7-sitzig, Touren-Limousine 5-sitzig                       |
| 1932 | Series E                           | 6        | 70            | 287           | Phaeton 5-sitzig, Business-Coupé 2-sitzig, Coupé 4-sitzig, Limousine 5-sitzig, Cabriolet                                         |
| 1932 | Series EC                          | 6        | 70            | 287           | Limousine 5-sitzig, Coupé 2-sitzig und 4-sitzig                                                                                  |